# فلسفة الذات
إن فلسفة الذات تحدد، من بين أمور أخرى، شروط الهوية التي تجعل من موضوع واحد من التجربة متميزا عن غيره. المناقشات المعاصرة حول طبيعة الذات ليست فعلا مناقشات حول طبيعة الفردية أو الهوية الشخصية. الذات في بعض الأحيان تفهم كوجود موحد مرتبط أساسا بالوعي والوكالة (أو على الأقل مع كلية الاختيار العقلاني). تم الإتراح نظريات مختلفة على الطبيعة الميتافيزيقية للنفس. فيما بينها، الطبيعة الميتافيزيقية للنفس والمقترح كونها غير مادية.

## تعريفات الذات
معظم التعاريف الفلسفية للذات بالنسبة إلى ديكارت، لوك، هيوم و وليام جيمس—يتم التعبير عنها بالشخص الأول. تعريف الشخص الثالث لا يشير إلى كيفيات محسوسة عقلية معينة ولكن بدلا من ذلكي يسعى إلى الموضوعية ولإجرائية.
إلى شخص آخر، فإن ذات شخص ما تكون معروضة في سلوك وخطاب هذا الفرد. ولذلك، فإن نوايا شخص آخر يمكن أن يُستدل عليها من شيء ينبع من هذا الفرد. فالخصائص المعينة للذات تحدد هويتها.

## مفهوم الذات

### الذات في التقاليد الشرقية
في الروحانية، وخاصة الغير ثنائية من التقاليد الشرقية  الباطنية والتأملية تم اعتبار الإنسان غالبا بكونه في وهم وجوده الفردي، وانفصاله عن جوانب المخلوقات الأخرى. هذا الشعور بوجود الفرد هو ذلك الجزء الذي يعتقد بأنه الإنسان أو يعتقد بأنه لابد من أن يقاتل لنفسه في هذا العالم هو في نهاية المطاف غير مدرك و غير واع لحقيقة طبيعته الخاصة. الأنا غالبا ما يتم ربطها مع العقل والشعور بالوقت حيث يفكر باندفاع حتى بتأكد من وجود مستقبله، بدلا من معرفة نفسه وحاضره ببساطة.
الهدف الروحي لعديد من التقاليد ينطوي على حل الأنا، مما يتيح المعرفة الذاتية لحقيقة طبيعة الفرد يتصبح خبرة وسنتا في هذا العالم. هذا ما يُعرف من قبل بأنه التنوير، النيرفانا أو الوجود.

### معرفة الذات
[معرفة الذات] بالنسبة إلى سقراط، هدف الفلسفة هو «اعرف نفسك».
لاوتزه في داوديجنغ الخاصة به يقول «معرفة الآخرين حكمة. معرفة الذات تنوير. إخضاع الآخرين يتطلب قوة. أما إخضاع الذات فيتطلب شدة.»
آدي شانكارا في تعليقه على البهافاغاد غيتا يقول «معرفة الذات وحدها تقضي بالبؤس». «معرفة الذات وحدها هي الوسيلة إلى أعلى النعيم.».«الكمال المطلق هو الدخول نحو معرفة الذات.»

### الذات كنشاط
أرسطو، بعد أفلاطون، قام بتعريف الروح باعتبارها جوهر الكائن الحي، ولكن جادل ضد أن يكون لها وجود مستقل. فعلى سبيل المثال، إذا كان للسكين روح، فإن فعل التقطيع سيكون هو تلك الروح، لأن التقطيع هو جوهر كون الشئ سكينا. على عكس أفلاطون والتقاليد الدينية أرسطو لم يعتبر الروح كنوع من الأشباح المنفصلة، التي تسكن الجسد (كما أننا لا يمكننا فصل نشاط القطع عن السكين). بما أن الروح في رأي أرسطو هو نشاط الجسم فإنه لا يمكن أن تكون خالدة (فعندما يتم تدمير السكين فإن التقطيع يتوقف). لنكون أكثر دقة فإن الروح هي «أول نشاط» للجسم الحي.

### الذات مستقلة عن الأحاسيس
بينما كان مسجونا في قلعة كتب ابن سينا كتابه المشهور «الرجل العائم» وهو تجربة فكرية لإثبات الوعي الذاتي للإنسان ومادية الروح. في تجربته الفكرية «الرجل العائم» يطلب من قرائه أن يتخيلوا أنفسهم معلقين في الهواء منعزلين عن كل الأحاسيس، بما في ذلك الاتصال الحسي مع أجسامهم. ويقول إن في هذا السيناريو أن المرء سيكون لديه قدر من الوعي الذاتي. وهكذا برر أن فكرة الذات منطقيا لا تعتمد على أي شيء مادي، وأن الروح لا ينبغي أن ينظر إليها في ناحية نسبية. هذه الحجة تم تلقيها وتبسيطها لاحقا من قبل رينيه ديكارت في نظرية المعرفة عندما قال: «أستطيع الوجود في معزل عن كل الأشياء الخارجية، لكن لا أستطيع الوجود في معزل عن الوعي».

### نظرية الحزمة للذات
ديفيد هيوم أشار إلى أننا نميل إلى الاعتقاد أننا نفس الشخص الذي كنا قبل خمس سنوات. على الرغم من أننا قد تغيرنا في كثير من النواحي، فإن نفس الشخص يظهر حاضرا كما كان حاضرا وقتها. فقد نبدأ في التفكير في ما قد تغير فينا دون أن نفكر في التغيرات الكامنة في الذات. إلا أن هيوم أنكر وجود فرق بين الصفات المتعددة للفرد وبين الذات الغامضة التي تحمل هذه الصفات..

### الذات كمركز ثقل
دانيال دينيت لديه نظرية انكماشية عن «الذات». حيث يقول أن الذات لا يمكن الكشف عنها فيزيائيا. بدلا من ذلك فهي نوع من الخيال المريح، مثل مركز الثقل، وهو ما يعتبر وسيلة مناسبة لحل مسائل الفيزياء، على الرغم من أنها لا تحتاج إلى أن تتوافق مع أي شيء ملموس — مركز الثقل للطوق هو نقطة في الهواء. الناس دائما ما يقولون لأنفسهم قصصا لجعل عالمهم ذا مغزى، ويضعون أنفسهم في القصص كشخصيات، وهذه الشخصية المريحة وإن كانت وهمية هي الذات.

### بوذا
بوذا وعلى وجه الخصوص هاجم كل المحاولات الرامية إلى تصور ثابت للذات، في حين نجده مشيرا إلى رأيه بأنه «ليس لدي أي ذات» والذي هو أيضا مخطئ. هذا مثال لمنتصف الطريق المنتهج من قبل بوذا، ومدرسة مادياماكا البوذية.